# Paragonah
Paragonah est une municipalité américaine située dans le comté d'Iron en Utah.
Lors du recensement de 2010, sa population est de 488 habitants. La municipalité s'étend alors sur une superficie de 0,64 mille carré (1,66 km2). 
Fondée en 1851 sur la Red Creek, la localité doit son nom à un mot païute qui désignait autrefois le Petit Lac Salé et signifie « marécage » ou « nombreuses sources ».